# Fulton J. Sheen
Fulton John Sheen (nascido Peter John Sheen; El Paso, 8 de maio de 1895 – Nova Iorque, 9 de dezembro de 1979) foi um bispo norte-americano (mais tarde arcebispo) da Igreja Católica conhecido por sua pregação e, especialmente, por seu trabalho na televisão e no rádio. Ordenado sacerdote da Diocese de Peoria em 1919, Sheen rapidamente se tornou um teólogo renomado, ganhando o Prêmio Cardeal Mercier de Filosofia Internacional em 1923. Ele passou a lecionar teologia e filosofia na Universidade Católica da América, bem como atuou como pároco antes de ser nomeado Bispo Auxiliar da Arquidiocese de Nova York, em 1951. Ele ocupou esta posição até 1966, quando foi feito Bispo de Rochester. Ele renunciou ao governo da diocese em 1969, quando seu 75º aniversário se aproximava, e foi feito arcebispo da sede titular de Newport, País de Gales.
Por 20 anos como Padre Sheen, mais tarde Monsenhor, ele apresentou o programa de rádio noturno The Catholic Hour na NBC (1930–1950) antes de ir para a televisão e apresentar Life Is Worth Living (1952–1957). O papel final de apresentação de Sheen foi no programa The Fulton Sheen (1961–1968), com um formato muito semelhante ao do programa anterior Life is Worth Living. Por esse trabalho, Sheen ganhou duas vezes o prêmio Emmy de Personalidade Mais Notável da Televisão e foi capa da revista Time. A partir de 2009, seus programas estavam sendo retransmitidos na EWTN e nas redes a cabo do Canal da Igreja da Trinity Broadcasting Network. Devido à sua contribuição para a pregação na televisão, Sheen é frequentemente referido como um dos primeiros televangelistas.
A causa de sua canonização foi oficialmente aberta em 2002. Em junho de 2012, o Papa Bento XVI reconheceu oficialmente um decreto da Congregação para as Causas dos Santos afirmando que ele vivia uma vida de "virtudes heroicas" - um passo importante para a beatificação - e agora é referido como "Venerável". Em 5 de julho de 2019, o Papa Francisco aprovou um milagre ocorrido por intercessão do Arcebispo Sheen, abrindo caminho para sua beatificação. Sua beatificação estava planejada para o dia 21 de dezembro de 2019, mas foi adiada depois que o atual Bispo de Rochester, Dom Salvatore Ronald Matano, expressou preocupação de que o tratamento que Sheen deu para uma acusação de má conduta sexual cometida por um padre, em 1963, pudesse ser citado desfavoravelmente em um relatório futuro da Procuradoria-Geral de Nova Iorque. A Diocese de Peoria rebateu que a forma como Sheen lidou com o caso já havia sido "completamente examinada" e "inocentada", e que Sheen "nunca havia colocado crianças em perigo".

## Infância

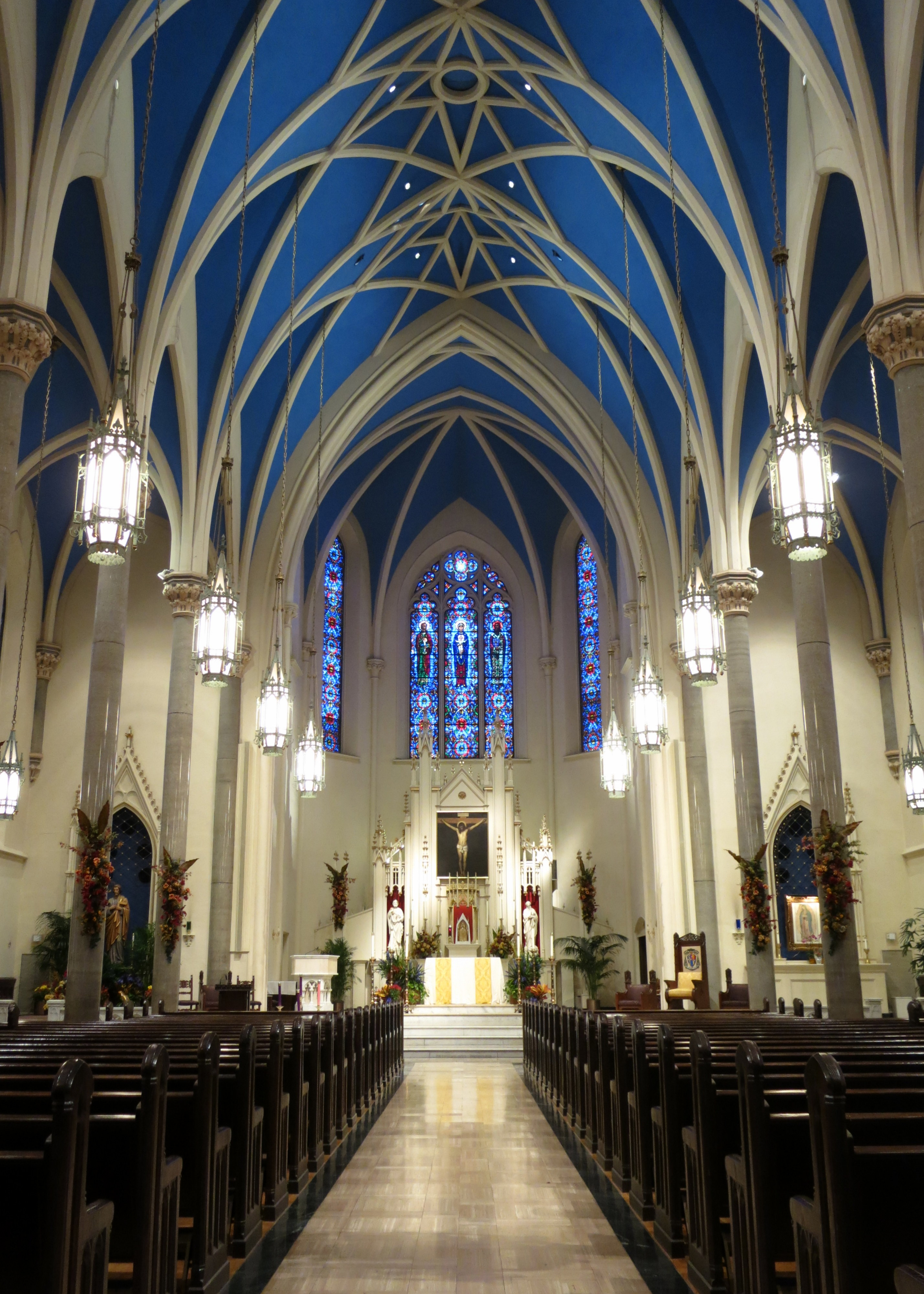
Interior da Catedral de Santa Maria da Imaculada Conceição em Peoria, Illinois.

Sheen nasceu em El Paso, Illinois, o mais velho dos quatro filhos de Newton e Delia Sheen. Seus pais eram de ascendência irlandesa, e seus próprios pais eram de Croghan, County Roscommon, Connacht. Embora fosse conhecido como Fulton, o nome de solteira de sua mãe, ele foi batizado como Peter John Sheen. Quando criança, Sheen contraiu tuberculose. Depois que a família se mudou para a cidade vizinha Peoria, Illinois, o primeiro papel de Sheen na Igreja foi como coroinha da Catedral de Santa Maria.

## Educação
Depois de receber honras de orador da escola secundária no Spalding Institute em Peoria, Peoria County, Illinois, em 1913, Sheen foi educado no St. Viator College em Bourbonnais, Kankakee County, Illinois, e frequentou o Saint Paul Seminary em Minnesota antes de sua ordenação em 20 de setembro de 1919. Ele continuou seus estudos na The Catholic University of America em Washington, Distrito de Columbia. Ele celebrou sua primeira Missa de Natal na paróquia de São Marcos em Peoria, Illinois, que continua sendo o único altar na área de Peoria onde celebrou uma Missa. Sua aparência jovem ainda era evidente em uma ocasião quando um padre local pediu a Sheen para ajudar como coroinha durante a celebração da missa.
Sheen obteve dois doutorados. Ele se tornou fluente em francês, e obteve o título de Doutor em Filosofia na Universidade Católica de Leuven, na Bélgica, em 1923. Sua tese foi intitulada, "O Espírito da Filosofia Contemporânea e o Deus Finito". Enquanto estava em Leuven, ele se tornou o primeiro americano a ganhar o prêmio Cardeal Mercier pelo melhor tratado filosófico. Em 1924, Sheen continuou seus estudos em Roma, obtendo o Doutorado em Teologia Sagrada no Pontificium Collegium Internationale Angelicum, a futura Universidade Pontifícia de Santo Tomás de Aquino, Angelicum.

## Vida sacerdotal
Sheen foi vigário paroquial na Igreja de St. Patrick, Soho Square, em Londres, por um ano, enquanto ensinava teologia no St. Edmund's College, Ware, onde conheceu Ronald Knox. Embora Oxford e Columbia quisessem que ele ensinasse Filosofia, em 1926 o bispo Edmund Dunne, da Diocese de Peoria, Illinois, pediu a Sheen para assumir a paróquia de St. Patrick. Após nove meses, Dunne o retornou à Universidade Católica, onde ensinou filosofia até 1950.
Em 1929, Sheen fez um discurso na National Catholic Educational Association (Associação Nacional de Educação Católica). Ele encorajou os professores a "educar para uma Renascença Católica" nos Estados Unidos. Sheen esperava que os católicos se tornassem mais influentes em seu país por meio da educação, o que ajudaria a atrair outras pessoas à fé. Ele acreditava que os católicos deveriam "integrar" sua fé ao resto de sua vida diária.

### Bispo e Arcebispo
Sheen foi consagrado Bispo em 11 de junho de 1951, e serviu como Bispo Auxiliar da Arquidiocese de Nova York de 1951 a 1966. O consagrante principal foi o carmelita descalço Cardeal Adeodato Giovanni Piazza, Cardeal-Bispo de Sabina e Poggio Mirteto e secretário da Sagrada Congregação Consistorial (que é hoje a Congregação para os Bispos).
Os Bispos co-sagrantes foram o Arcebispo titular de Filipos e secretário da Congregação para a Propagação da Fé (que hoje é a Congregação para a Evangelização dos Povos), Dom Leone Giovanni Battista Nigris; e o Arcebispo titular de Laodicéia, na Síria, e presidente emérito do Pontifício Conselho para as Comunicações Sociais, Dom Martin John O'Connor.
Em 1966, Sheen foi eleito Bispo de Rochester. Ele governou a Diocese de 21 de outubro de 1966 a 6 de outubro de 1969, quando renunciou e foi feito Arcebispo da sé titular de Newport, País de Gales, por São Paulo VI.
Em 20 de novembro de 1960, Dom Fulton Sheen foi o principal consagrante de Dom Joseph Brendan Houlihan.

### Esforços ecumênicos
Nas décadas de 1950 e 1960, Sheen foi notável por seus primeiros esforços em buscar um terreno comum com cristãos de igrejas não romanas, sejam orientais ou protestantes. Ele ocasionalmente celebrava a Divina Liturgia Bizantina, com a permissão papal que lhe concedia certas faculdades birituais. Ele frequentemente elogiava a devoção protestante ao estudo da Bíblia: "O primeiro assunto a ser estudado é a Escritura, e isso exige não apenas a leitura dela, mas o estudo de comentários... Os comentários protestantes, descobri, também eram particularmente interessantes porque os protestantes passaram mais tempo nas Escrituras do que a maioria de nós".:79
Sua autobiografia resumia sua visão ecumênica: “A combinação de viagens, o estudo das religiões mundiais e o encontro pessoal com diferentes nacionalidades e povos me fez ver que a plenitude da verdade é como um círculo completo de 360 graus. Cada religião no mundo tem um segmento dessa verdade. "  :148

## Carreira na mídia

### Rádio
Um instrutor popular, Sheen escreveu o primeiro de 73 livros em 1925 e, em 1930, iniciou uma transmissão de rádio semanal da NBC nas noites de domingo, The Catholic Hour. Sheen chamou a Segunda Guerra Mundial não apenas de uma luta política, mas também de "teológica". Ele se referiu a Hitler como um exemplo do " Anticristo". Duas décadas depois, a transmissão tinha uma audiência semanal de quatro milhões de pessoas. A Time se referiu a ele, em 1946, como: "o Monsenhor de voz dourada. Fulton J. Sheen, famoso proselitista do catolicismo norte-americano", e relatou que sua transmissão de rádio recebeu de 3 000 a 6 000 cartas semanais de ouvintes. Durante a metade dessa era, ele narrou o primeiro serviço religioso transmitido no novo meio de televisão, abrindo um novo caminho para suas atividades religiosas.

### Televisão

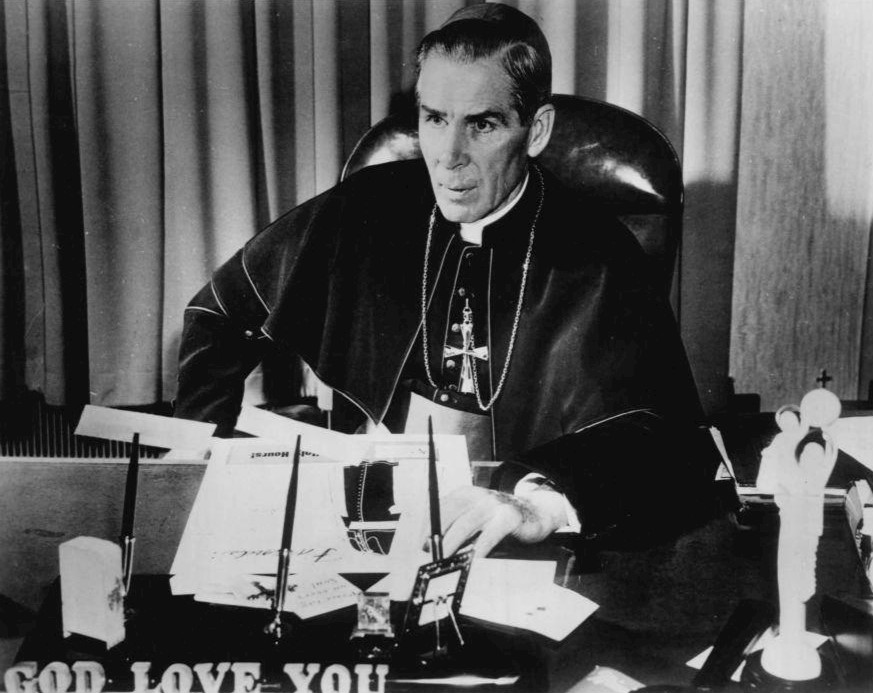
Sheen tinha um programa de rádio e televisão chamado Life Is Worth Living, que foi ao ar de 1952 a 1957.

Enquanto esteve na Universidade Católica da América, Sheen forneceu comentários de voz para uma Missa do Domingo de Páscoa em 1940, que foi uma das primeiras cerimônias religiosas televisionadas. Durante a homilia, transmitida pela estação experimental W2XBS, Sheen comentou: “Esta é a primeira televisão religiosa da história do mundo. Vamos permitir, portanto, que sua primeira mensagem seja um tributo de agradecimento a Deus por dar as mentes do nosso dia a inspiração para desvendar os segredos do universo".
Em 12 de fevereiro de 1952, ele começou um programa de televisão semanal na DuMont Television Network, intitulado Life Is Worth Living. Filmado no Adelphi Theatre na cidade de Nova Iorque, o programa consistia em Sheen, simplesmente, falando na frente de uma plateia ao vivo sem um roteiro ou cartões de sugestão, ocasionalmente usando um quadro-negro, sem receber algo para isso.
O programa, agendado em horário nobre nas noites de terça-feira às 20 horas, não se esperava que desafiasse os gigantes da classificação Milton Berle e Frank Sinatra, mas foi surpreendentemente bem. Berle, conhecido por muitos dos primeiros telespectadores como "Tio Miltie" e por usar material antigo de vaudeville, brincou sobre Sheen: "Ele usa material antigo também" e observou que "se vou ser superado por qualquer pessoa, é melhor eu perder para Aquele por quem o Bispo Sheen está falando. "Sheen respondeu em tom de brincadeira que talvez as pessoas devessem começar a chamá-lo de "Tio Fultie".
As revistas Life e Time publicaram reportagens sobre o Bispo Sheen. O número de estações com Life Is Worth Living saltou de três para quinze em menos de dois meses. Havia correspondência de fãs que chegava a uma taxa de 8 500 cartas por semana. Houve quatro vezes mais solicitações de ingressos que poderiam ser atendidas. Admiral, o patrocinador, pagou os custos de produção em troca de um comercial de um minuto na abertura do show e outro minuto no encerramento. Em 1952, Sheen ganhou um prêmio Emmy por seus esforços, aceitando o reconhecimento ao dizer: "Sinto que é hora de prestar homenagem aos meus quatro escritores - Mateus, Marcos, Lucas e João." Quando Sheen ganhou o Emmy, Berle brincou: "Nós dois trabalhamos para 'Sky Chief'", uma referência ao patrocinador de Berle, a Texaco. A Time o chamou de "o primeiro 'televangelista'", e a Arquidiocese de Nova Iorque não conseguiu atender à demanda por ingressos.
Uma de suas apresentações mais lembradas foi em fevereiro de 1953, quando ele denunciou vigorosamente o regime soviético de Joseph Stalin. Sheen fez uma leitura dramática da cena do sepultamento de Júlio César, de Shakespeare, substituindo os nomes dos líderes soviéticos proeminentes Stalin, Lavrenty Beria, Georgy Malenkov e Andrey Vyshinsky pelo César original, Cássio, Marco Antônio e Bruto. Ele concluiu dizendo: "Stalin deve um dia cumprir seu julgamento". O ditador sofreu um derrame alguns dias depois e morreu em uma semana.
O programa durou até 1957, atraindo até 30 milhões de pessoas por semana. Em 1958, Sheen se tornou o diretor nacional da Sociedade para a Propagação da Fé, servindo por oito anos antes de ser nomeado Bispo da Diocese de Rochester, Nova Iorque, em 26 de outubro de 1966. Ele também apresentou uma série nacionalmente distribuída, The Fulton Sheen Program, de 1961 a 1968 (primeiro em preto e branco e depois em cores). O formato desta série era essencialmente o mesmo que Life Is Worth Living.

### Ministério internacional de fitas cassete
Em setembro de 1974, o Arcebispo de Washington, Cardeal Dom William Wakefield Baum, pediu a Sheen para ser o orador de um retiro para padres diocesanos na Loyola Retreat House em Faulkner, Maryland. Isso foi gravado em fita bobina a bobina, estado da arte na época.
Sheen solicitou que as palestras gravadas fossem produzidas para distribuição. Essa foi a primeira produção do que se tornaria um ministério mundial de fitas cassete chamado Ministr-O-Media, uma empresa sem fins lucrativos que operava na Paróquia de St. Joseph, em Pomfret, Maryland. O álbum do retiro foi intitulado, Renewal and Reconciliation, e incluiu nove fitas de áudio de 60 minutos.

### Evangelização
Sheen foi creditado por ajudar a converter várias figuras notáveis à fé católica, incluindo o escritor agnóstico Heywood Broun, a política Clare Boothe Luce, o fabricante de automóveis Henry Ford II, o escritor comunista Louis F. Budenz, a organizadora comunista Bella Dodd, o designer teatral Jo Mielziner, o violinista e compositor Fritz Kreisler e a atriz Virginia Mayo. Cada processo de conversão levou em média 25 horas de aula e, segundo consta, mais de 95% de seus alunos em aulas particulares foram batizados.

## Desentendimento com o Cardeal Spellman
De acordo com o prefácio escrito para uma edição de 2008 da autobiografia de Sheen, Treasure in Clay: The Autobiography of Fulton J. Sheen, o jornalista católico Raymond Arroyo escreveu porque Sheen "se aposentou" de comandar o Life is Worth Living "no auge de sua popularidade. . [quando] cerca de 30 milhões de espectadores e ouvintes sintonizados a cada semana". Arroyo escreveu que "acredita-se amplamente que o Cardeal Spellman tirou Sheen do ar".
Arroyo relata que: “No final da década de 1950, o governo doou leite em pó no valor de milhões de dólares para a Arquidiocese de Nova Iorque. Por sua vez, o Cardeal Spellman entregou o leite à Sociedade para a Propagação da Fé para distribuí-lo aos pobres do mundo. Em pelo menos uma ocasião ele exigiu que o diretor da Sociedade, o Bispo Sheen, pagasse à Arquidiocese pelo leite doado. Ele queria milhões de dólares. Apesar dos consideráveis poderes de persuasão e influência do Cardeal Spellman em Roma, Sheen recusou. Esses foram fundos doados pelo público às missões, fundos para os quais o próprio Sheen contribuiu pessoalmente e arrecadou por meio do rádio. Ele se sentia na obrigação de protegê-los, até mesmo da coceira nos dedos de seu próprio Cardeal".
Spellman mais tarde levou a questão diretamente ao Papa Pio XII, defendendo sua causa na presença de Sheen. O Papa ficou do lado de Sheen. Spellman mais tarde confrontou Sheen, afirmando: "Vou me vingar de você. Pode demorar seis meses ou dez anos, mas todos saberão como você é". Além de ser pressionado a deixar a televisão, Sheen também "se viu indesejável nas igrejas da cidade de Nova Iorque. Spellman cancelou os sermões anuais de Sexta-feira Santa de Sheen na Catedral de São Patrício e desencorajou o clero de fazer amizade com o bispo". Em 1966, Spellman transferiu Sheen para Rochester, Nova Iorque, e fez com que sua liderança na Sociedade para a Propagação da Fé fosse encerrada (uma posição que ocupou por 16 anos e levantou centenas de milhões de dólares, para a qual ele pessoalmente doou US$ 10 milhões de seus próprios ganhos). Em 2 de dezembro de 1967, Spellman morreu na cidade de Nova Iorque.
Sheen nunca falou sobre a situação, apenas fez referências vagas às suas "provações dentro e fora da Igreja". Ele chegou a elogiar Spellman em sua autobiografia.

## Anos depois
Enquanto governava Rochester, ele criou a Sheen Ecumenical Housing Foundation. Ele também gastou parte de sua energia em atividades políticas, como sua denúncia da Guerra do Vietnã no final de julho de 1967. Na Quarta-Feira de Cinzas de 1967, Sheen decidiu doar o prédio da paróquia de Santa Brígida para o programa federal de Habitação e Desenvolvimento Urbano. Sheen queria que o governo o usasse para negros americanos. Houve um protesto porque Sheen agiu por conta própria. O prelado discordou, dizendo que "há bastante terreno vazio ao redor sem derrubar a igreja e a escola." O negócio fracassou.
Em 15 de outubro de 1969, um mês após celebrar seu 50º aniversário como sacerdote, Sheen renunciou à Diocese de Rochester e foi nomeado Arcebispo da sé titular de Newport, País de Gales pelo Papa São Paulo VI. Essa posição cerimonial deu-lhe uma promoção a Arcebispo e assim ajudou a permitir que Sheen continuasse sua extensa escrita. O Arcebispo Sheen escreveu 73 livros e numerosos artigos e colunas.
Em 2 de outubro de 1979, dois meses antes da morte de Sheen, o Papa São João Paulo II visitou a Catedral de São Patrício em Nova Iorque e abraçou Sheen, dizendo: "Você escreveu e falou bem sobre o Senhor Jesus Cristo. Você é um filho leal da Igreja".

## Morte e legado
No início de 1977, Sheen "passou por uma série de cirurgias que minaram suas forças e até mesmo dificultaram a pregação". Durante todo esse tempo, ele continuou a trabalhar em sua autobiografia, partes da qual "foram retiradas de seu leito enquanto ele segurava um crucifixo".  Logo após uma cirurgia de coração aberto no Hospital Lenox Hill, Sheen morreu em 9 de dezembro de 1979, em sua capela particular na presença do Santíssimo Sacramento. Ele foi enterrado na cripta da Catedral de São Patrício, perto dos falecidos Arcebispos de Nova Iorque, incluindo seu rival, o Cardeal Spellman.
O repositório oficial dos artigos, programas de televisão e outros materiais de Sheen está na Escola de Teologia e Ministério St. Bernard em Rochester, Nova Iorque.
Joseph Campanella apresentou reprises de vários programas de Sheen que são exibidos na EWTN. As reprises também são transmitidas na Trinity Broadcasting Network. Além de suas aparições na televisão, Sheen também pode ser ouvido na Rádio Relevant.
O Museu Fulton J. Sheen, que é administrado pela Diocese de Peoria e localizado em Peoria, Illinois, abriga a maior coleção de itens pessoais de Sheen em cinco coleções. O Museu está localizado a uma quadra ao sul da Catedral de Santa Maria da Imaculada Conceição, onde Sheen serviu como coroinha, teve sua primeira comunhão e Crisma, foi ordenado e celebrou sua primeira Missa. Outro museu está localizado na cidade natal de Sheen, El Paso, Illinois. Esse museu contém vários artefatos de Sheen, mas não está conectado à Diocese de Peoria.
O Sheen Center for Thought & Culture, localizado ao longo da Bleecker Street em Lower Manhattan, leva o seu nome.
O ator Ramón Gerard Antonio Estévez adotou o nome artístico de Martin Sheen, em parte em admiração a Fulton J. Sheen.

## Causa para canonização
A Fundação Arcebispo Fulton J. Sheen foi formada em 1998 por Gregory J. Ladd e Lawrence F. Hickey para divulgar a vida do Arcebispo. A fundação pediu ao Cardeal John O'Connor, da Arquidiocese de Nova Iorque, permissão para iniciar o processo de sua canonização, que estava sob a autoridade da Diocese de Peoria. Em 2002, a causa de canonização de Sheen foi oficialmente aberta pelo Bispo Daniel R. Jenky, CSC, Bispo da Diocese de Peoria, e a partir de então Sheen foi referido como um "Servo de Deus". Em 2 de fevereiro de 2008, os arquivos de Sheen foram selados em uma cerimônia durante uma Missa especial na Catedral de Santa Maria da Imaculada Conceição em Peoria, Illinois, onde a Diocese estava trabalhando por sua canonização. Em 2009, a fase diocesana da investigação chegou ao fim e os autos foram enviados à Congregação para as Causas dos Santos do Vaticano em Roma.
Em 28 de junho de 2012, o Vaticano anunciou oficialmente que havia reconhecido a vida de Sheen como uma "virtude heroica", um grande passo para uma eventual beatificação. A partir deste momento, Sheen é denominado "Venerável".
De acordo com o Catholic News Service e The Catholic Post (o jornal oficial da Diocese de Peoria), o caso de um menino que, quando criança, não teve pulso discernível por 61 minutos (que estava prestes a ser declarado morto no OSF Saint Francis Medical Center em Peoria, Illinois, como um bebê natimorto) e ainda supostamente ainda vivia para ser saudável - sem deficiência física ou mental - estava nos estágios preliminares de ser investigado como o possível milagre necessário para a potencial beatificação do Arcebispo Sheen. Se o milagre for aprovado em nível diocesano e, em seguida, pela Congregação para as Causas dos Santos no Vaticano (sendo inexplicável do ponto de vista médico e diretamente atribuível teologicamente à intercessão de Sheen, de acordo com painéis de especialistas em ambas as áreas), então a beatificação pode prosseguir. Outro milagre seria necessário para que ele fosse considerado para a canonização.
Em 7 de setembro de 2011, um tribunal de inquérito foi empossado para investigar a suposta cura. Durante uma Missa especial às 10h30 no domingo, 11 de dezembro de 2011, na Catedral de Santa Maria em Peoria, a documentação recolhida pelo tribunal durante quase três meses foi encaixotada e lacrada. Em seguida, foi enviada ao Vaticano para ser considerada pela Congregação para as Causas dos Santos, concluindo o trabalho do tribunal diocesano.
No domingo, 9 de setembro de 2012, uma Missa em ação de graças e um banquete foi realizado na Catedral de Santa Maria e no Centro Pastoral de Spalding em celebração ao avanço da causa do Arcebispo Sheen, com o Bispo Dom Daniel R. Jenky, CSC, e seu predecessor como Bispo de Peoria, o Arcebispo de Newark Dom John J. Myers (comemorando seu 25º aniversário de ordenação episcopal), presente, junto com muitos clérigos e religiosos da diocese e de todo o país. Cópias da "Positio", ou o livro detalhando a documentação por trás de sua causa, foram apresentadas a Myers, a representantes da Igreja em outros estados, e a um delegado da Arquidiocese de Chicago, e a outros patrocinadores e apoiadores de sua causa.
De acordo com declarações feitas durante a Missa por clérigos ligados à Causa, o estudo médico e teológico dos potenciais milagres necessários para sua beatificação e canonização está em andamento e pelo menos um está sendo considerado seriamente.
Devido às novas regras do Papa Bento XVI, afirmando que a beatificação deveria ocorrer localmente, idealmente na Diocese de origem do candidato (que normalmente é, mas nem sempre é a diocese que patrocina a Causa), provavelmente a celebração ocorreria em Peoria. Se ele fosse beatificado e canonizado, ele estaria entre um seleto grupo de nativos dos Estados Unidos a manter essa distinção.

### Transferência dos restos mortais de Sheen

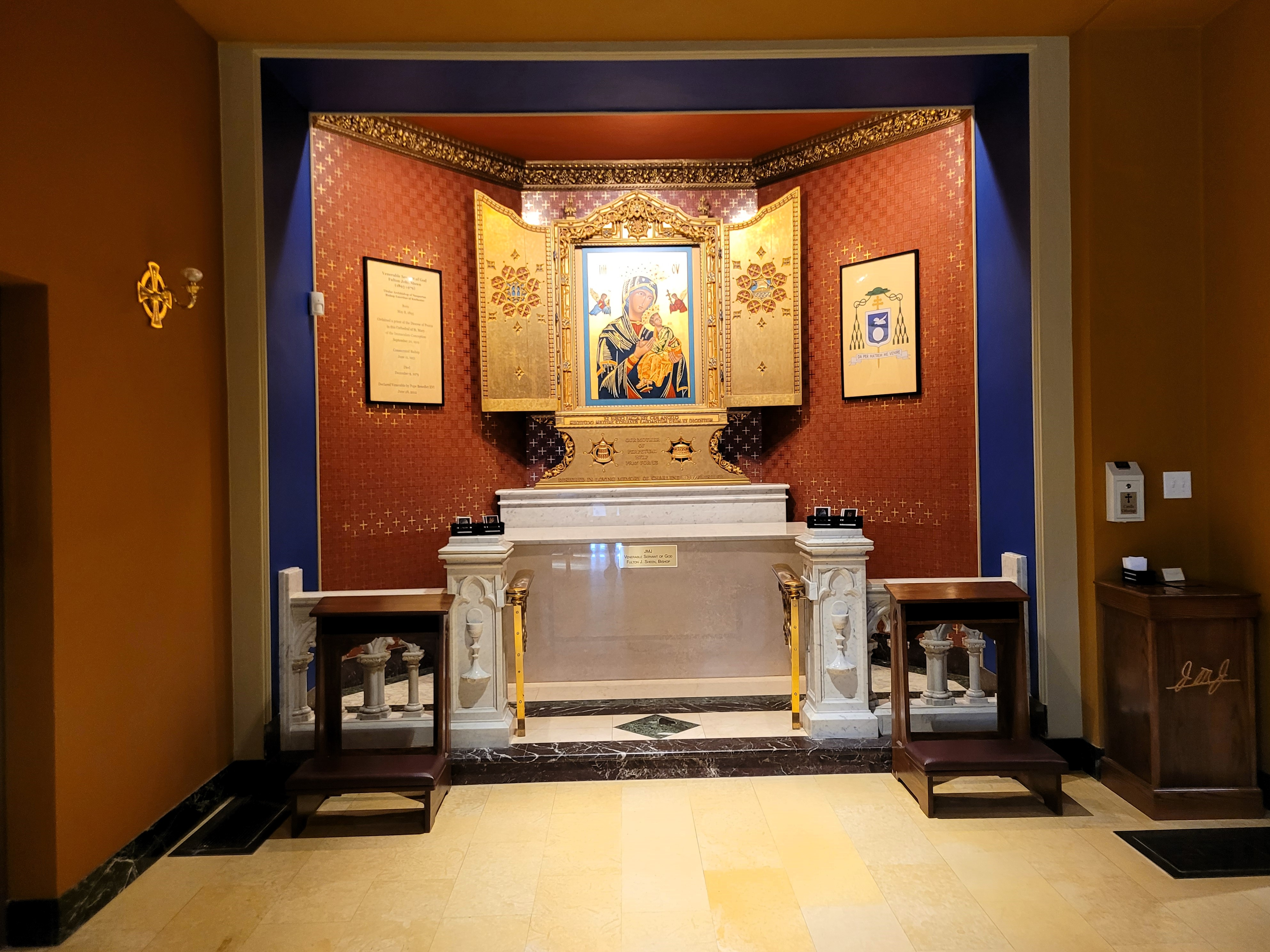
Túmulo de Fulton Sheen na Catedral de Santa Maria da Imaculada Conceição em Peoria, Illinois.

Em setembro de 2014, foi anunciado que a causa da beatificação seria suspensa devido a um desacordo com a Arquidiocese de Nova Iorque sobre a devolução dos restos mortais de Sheen à Diocese de Peoria. Em um comunicado à imprensa em 14 de junho de 2016, foi anunciado que a família sobrevivente de Sheen entrou com uma petição na Suprema Corte de Nova Iorque para permitir a transferência dos restos mortais de Sheen para Peoria. O comunicado de imprensa afirmou que "em várias ocasiões, a Arquidiocese [de Nova Iorque] declarou seu desejo de cooperar com os desejos da família".
Em uma ação proposta na Suprema Corte de Nova Iorque, em 16 de novembro de 2016, a ministra Arlene P. Bluth ordenou que a Arquidiocese de Nova Iorque concedesse permissão para desenterrar o corpo de Sheen. O Tribunal decidiu que a objeção da Arquidiocese, de que Sheen não queria o desenterramento, não tinha base factual. Tendo em vista que o reconhecimento de sua santidade estava sendo suspensa, o Tribunal considerou que a família tinha justificativa suficiente para mover seu corpo.
No entanto, em 6 de fevereiro de 2018, a Divisão de Apelação do Estado de Nova Iorque anulou a decisão de Bluth, ordenando que uma audiência probatória fosse realizada para saber se a movimentação do corpo de Sheen seria consistente com seus desejos. O Tribunal observou: "Não está claro se a orientação do Arcebispo Sheen em seu testamento de ser enterrado no "Cemitério do Calvário, o cemitério oficial da Arquidiocese de Nova Iorque" evidencia uma intenção expressa de permanecer enterrado na Arquidiocese de Nova Iorque, ou era apenas um termo descritivo para Cemitério do Calvário."
No entanto, após reexaminar o caso e realizar a audiência probatória, em 9 de junho de 2018, Bluth afirmou sua decisão anterior. A Arquidiocese havia permitido que Peoria começasse o trabalho em sua causa de canonização, o que eventualmente teria exigido pelo menos uma coleção de suas relíquias.
A Arquidiocese de Nova Iorque anunciou em 9 de junho de 2019 que estava oficialmente desistindo de lutar para manter os restos mortais de Sheen sob o altar da Catedral de São Patrício em Nova Iorque. Em 27 de junho de 2019, os restos mortais foram transferidos para a Catedral de Santa Maria em Peoria.

### Milagre reconhecido para beatificação
Em 6 de julho de 2019, a Congregação para as Causas dos Santos promulgou o decreto aprovando o milagre de Sheen necessário para a beatificação. O milagre envolve a recuperação inexplicada de James Fulton Engstrom, um menino nascido aparentemente morto em setembro de 2010, filho de Bonnie e Travis Engstrom, da cidade de Goodfield, na área de Peoria. Os pais de Engstrom oraram pela intercessão de Sheen pela recuperação de seu filho. O Papa Francisco aprovou o milagre e a beatificação de Sheen estava programada para o dia 21 de dezembro de 2019, na Catedral de Santa Maria em Peoria.

### Adiamento da beatificação
Em 3 de dezembro de 2019, a Diocese de Peoria anunciou que a Santa Sé havia decidido em 2 de dezembro que a beatificação de Sheen seria adiada. O adiamento foi motivado por Dom Salvatore Matano, Bispo de Rochester, que expressou preocupação de que o tratamento de Sheen em um caso de má conduta sexual contra um padre, em 1963, pudesse ser citado desfavoravelmente em um relatório futuro da Procuradoria-Geral de Nova Iorque. A Diocese de Peoria rebateu que a forma como Sheen lidou com o caso já havia sido "completamente examinada" e "inocentada", e que Sheen "nunca havia colocado crianças em perigo".

## Livros selecionados de autoria
- God and Intelligence in Modern Philosophy (1925, Longmans, Green and Co.)
- The Seven Last Words (1933, The Century Co.)
- Filosofia da Ciência (1934, Bruce Publishing Co.)
- The Eternal Galilean (1934, Appleton-Century-Crofts)
- Calvário e a Missa (1936, PJ Kenedy & Sons)
- A Cruz e as Bem-aventuranças (1937, PJ Kenedy & Sons)
- Sete Palavras de Jesus e Maria (1945, PJ Kenedy & Sons)
- Comunismo e a consciência do Ocidente (1948, Bobbs-Merrill)
- Peace of Soul (1949, McGraw – Hill) [57]
- Três para se casar (1951, Appleton-Century-Crofts)
- O primeiro amor do mundo (1952, McGraw-Hill)
- Life Is Worth Living Series 1–5 (1953–1957, McGraw – Hill)
- Caminho para a Felicidade (1953, Maco Magazine)
- Way to Inner Peace (1955, Garden City Books)
- Vida de Cristo (1958, McGraw – Hill)
- Missions and the World Crisis (1963, Bruce Publishing Co.)
- The Power of Love (1965, Simon & Schuster)
- Footprints in a Darkened Forest (1967, Meredith Press)
- Inspirações da Quaresma e da Páscoa (1967, Maco Ecumênico Livros)
- Tesouro em argila: a autobiografia de Fulton J. Sheen (1980, Doubleday & Co.)
- Finding True Happiness (2014, Dynamic Catholic)
- Vale a pena viver sua vida: 50 lições para aprofundar sua fé, para a frente, do bispo Robert Barron (2019, Image Catholic Books)